# Locks Brasserie
Locks Brasserie was een restaurant gevestigd op Number One Windsor Terrace in Portobello (Dublin). Het verwierf één Michelinster voor het jaar 2013.
De eigenaar was Sébastien Masi (voormalig chef-kok van The Commons Restaurant).
De chef-kok van Locks Brasserie die de Michelinster mocht ontvangen was Rory Carville. Hij vertrok in juli 2013 waarna Keelan Higgs de keuken overnam. Deze wist de ster niet te behouden.
Locks Brasserie sloot op 18 juli 2015.